# Caerostris darwini
Caerostris darwini is een spinnensoort uit de familie der wielwebspinnen. De soort is genoemd naar Charles Darwin.
De spin werd ontdekt door onderzoekers van het Smithsonian Institution uit Washington D.C.. Hij komt voor in het regenwoud bij de rivier Namorona in het nationaal park Ranomafana en de voormalige provincie Fianarantsoa in het oosten van Madagaskar.

## Web

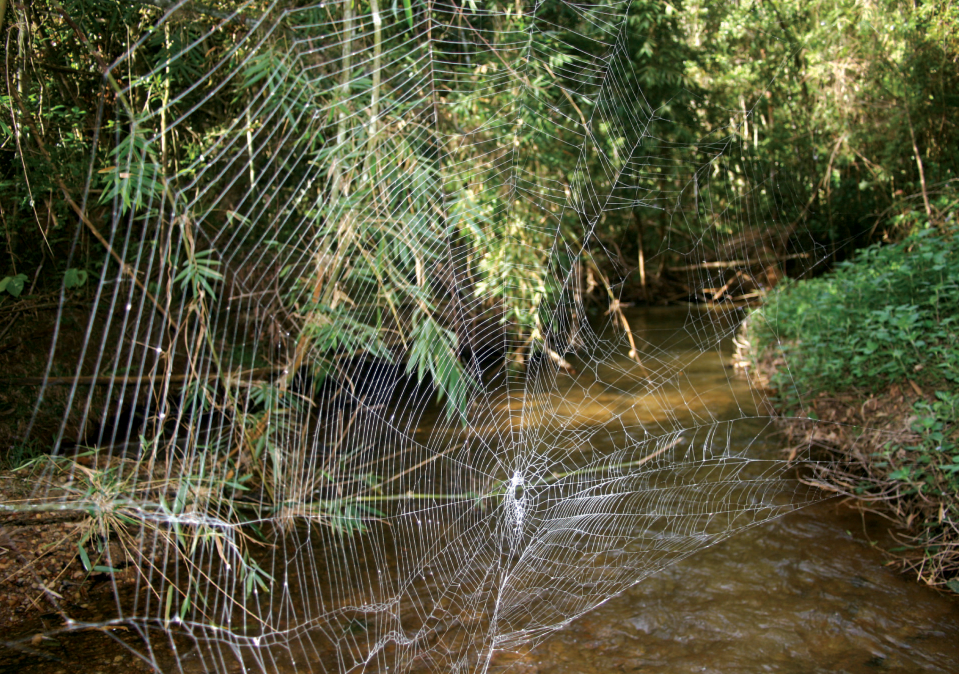
Een web van Caerostris darwini

Het vrouwtje van C. darwini maakt de grootste bekende spinnenwebben. Ze overspannenen hele rivieren of meren. Het web kan een oppervlakte tot 2,8 m² bestrijken en draden tot 25 meter lang hebben. Hierdoor kunnen meer dan 30 prooien in 1 keer gevangen worden in een habitat waar C. darwini geen concurrentie krijgt van andere spinnensoorten. Het rag van de spin is dan ook erg stevig, het is zelfs het stevigste biomateriaal dat anno 2010 bekend is. Het is twee keer elastischer dan dat van alle bekende spinnensoorten en het behoort eveneens tot de soorten rag die het meeste gewicht kunnen dragen. Het materiaal kan 3 keer meer energie opvangen zonder stuk te gaan dan Kevlar, gebruikt in kogelvrije vesten. De webben hangen ongeveer verticaal boven het water, sommige webben staan echter in een andere hoek, met een maximum van 50°. Het web wordt waarschijnlijk enkele dagen onderhouden, hoewel de meeste spinnen hun web elke dag afbreken en heropbouwen. De spin zit dag en nacht in het midden van haar web.

## Kenmerken
Het vrouwtje van C. darwini is een stuk groter dan het mannetje: tussen 17,9 en 22 millimeter tegenover 5,7 tot 6,1 millimeter. De mannetjes komen voor op het web of in de vegetatie waarin het web vast hangt. Het vrouwtje is voornamelijk zwart met witte tekening die haar een goede camouflage biedt wanneer zij op een boomstam rust. Het mannetje is rood tot lichtbruin.
1. ↑  DPG Media Privacy Gate. myprivacy.dpgmedia.be. Geraadpleegd op 12 oktober 2024.